# Seqocrypta bancrofti
Espèce
Seqocrypta bancrofti est une espèce d'araignées mygalomorphes de la famille des Barychelidae.

## Distribution
Cette espèce est endémique de Nouvelle-Galles du Sud en Australie. Elle se rencontre vers Tenterfield.

## Description
Le mâle holotype mesure 9 mm et la femelle paratype 12 mm

## Étymologie
Cette espèce est nommée en l'honneur de Thomas Lane Bancroft (1860-1933).

## Publication originale
- Raven, 1994 : Mygalomorph spiders of the Barychelidae in Australia and the Western Pacific. Memoirs of the Queensland Museum, vol. 35, no 2, p. 291-706 (texte intégral).